# Charles Auguste Lefebvre
Pour les articles homonymes, voir Lefebvre.
Charles Auguste Lefebvre est un homme politique français né le 9 septembre 1821 à Lille (Nord) et mort le 9 septembre 1912 à Avon (Seine-et-Marne).

## Biographie
Maire d'Avon, conseiller général du canton de Fontainebleau, il est député de Seine-et-Marne de 1881 à 1889, inscrit au groupe de la Gauche radicale. Il est coauteur de la loi de 1887 sur la liberté des funérailles et la crémation. Fils d'un fondateur du Bureau Véritas, il en est président du conseil d'administration.

## Sources
- « Charles Auguste Lefebvre », dans Adolphe Robert et Gaston Cougny, Dictionnaire des parlementaires français, Edgar Bourloton, 1889-1891 [détail de l’édition]
- « Charles Auguste Lefebvre », dans le Dictionnaire des parlementaires français (1889-1940), sous la direction de Jean Jolly, PUF, 1960 [détail de l’édition]
- Nécrologie de Charles Auguste Lefèbvre,  dans le Journal l’Abeille de Fontainebleau du 13 septembre 1912, gallica